# Provincia di Quezon
Quezon è una provincia nella regione di Calabarzon nell'isola di Luzon, nell'arcipelago delle Filippine. Il suo capoluogo è Lucena.
Quezon è una delle province più grandi delle Filippine. Ad est confina, da nord a sud, con la province di Bulacan, Rizal, Laguna e Batangas; a nord si affaccia sulla baia di Lamon dove ci sono le Isole Polillo, a sud sulla baia di Tayabas, formando un istmo dal quale si sviluppa la penisola di Bicol. Il confine est è con le province di Camarines Norte e Camarines Sur mentre l'ultimo tratto di costa si affaccia sul golfo di Ragay.

## Geografia politica
La provincia di Quezon comprende una città indipendente altamente urbanizzata (HUC) e 40 municipalità.

### Città indipendente
- Lucena - Città altamente urbanizzata, HUC
- Tayabas

### Municipalità
| - Agdangan - Alabat - Atimonan - Buenavista - Burdeos - Calauag - Candelaria - Catanauan - Dolores - General Luna - General Nakar - Guinayangan - Gumaca | - Infanta - Jomalig - Lopez - Lucban - Macalelon - Mauban - Mulanay - Padre Burgos - Pagbilao - Panukulan - Patnanungan - Perez - Pitogo | - Plaridel - Polillo - Quezon - Real - Sampaloc - San Andres - San Antonio - San Francisco - San Narciso - Sariaya - Tagkawayan - Tiaong - Unisan |